# Distretto elettorale di Onesi
Il distretto elettorale di Onesi è un distretto elettorale della Namibia situato nella Regione di Omusati con 13.149 abitanti al censimento del 2011. Il capoluogo è la città di Onesi.